# Marga (sanskrit)
Pour les articles homonymes, voir Marga.
Mārga (sanskrit IAST ; devanāgarī: मार्ग ; pali magga) signifie littéralement « piste d'antilope » ; voie, chemin, rue, route.
Dans la philosophie indienne et particulièrement hindoue, quatre voies (mārga) majeures qui concernent le yoga peuvent résumer ces directions. Une cinquième voie est le Kriyā Yoga. Il est possible de les suivre combinées ou séparément.
Dans le bouddhisme, marga  est la dernière des Quatre nobles vérités, qui consiste à suivre le Noble sentier octuple.

## Quatre voies traditionnelles

### Jñāna-Yoga
Le jñāna yoga est la voie d'un yoga dont le but est d'atteindre la connaissance transcendante.

### Bhakti-Yoga
Le bhakti yoga est la voie d'un yoga de dévotion.

### Karma-Yoga
Le karma yoga est la voie d'un yoga de service et d'action désintéressée.

### Rāja-Yoga
Le rāja yoga est une voie de yoga s'inspirant des Yogasūtra codifiés par Patañjali, basée sur huit pratiques ou étapes (aṣṭāṅga yoga). 
Il est également considéré comme le Yoga « intégral » ou « royal » associant les trois yogas précédents au Hatha-Yoga .

## Voie du Kriyā-Yoga
C'est le Yoga de la pratique, qui regroupe les techniques corporelles ou énergétiques de yoga : le Hatha Yoga, le Kundalini yoga, le Tantra yoga, le yoga nidra.